# Samir Louahla
Samir Louahla (9 oktober 1974) is een Algerijnse voormalig sprinter, die was gespecialiseerd in de 400 m. Hij nam eenmaal deel aan de Olympische Spelen en behaalde hierbij geen medaille. 

## Loopbaan
Louahla maakte in 2000 deel uit van de Algerijnse aflossingsploeg op de 4x400 meter op de Olympische Zomerspelen in Sydney. Samen met zijn broer Malik Louahla, Kamel Talhaoui en Adem Hecini werd Louahla gediskwalificeerd in de reeksen.

## Persoonlijke records
Outdoor
| Onderdeel | Tijd    | Datum        | Plaats |
| --------- | ------- | ------------ | ------ |
| 400 m     | 46,07 s | 17 juni 1997 | Bari   |

## Prestaties

### 400 m
- 1997:  Pan-Arabische Spelen - 46,25 s
- 1997:  Middellandse Zeespelen - 46,07 s
- 1997: 7e in ¼ fin. WK - 46,23 s

### 4x400 m
- 1997: 5e in ½ fin. WK - 3.05,22
- 2000: DSQ in de series OS